# Mount Egerton
Mount Egerton är ett berg i Antarktis. Det ligger i Östantarktis. Australien gör anspråk å området. Toppen på Mount Egerton är 2 320 meter över havet.
Terrängen runt Mount Egerton är kuperad åt nordväst, men åt sydost är den bergig. Trakten är obefolkad. Det finns inga samhällen i närheten. 